# Melitta aegyptiaca
Melitta aegyptiaca là một loài ong trong họ Melittidae. Loài này được Radoszkowski miêu tả khoa học đầu tiên năm 1891.